# Зос
Зос (нем. Sooß) — торговая община (нем. Marktgemeinde) в Австрии, в федеральной земле Нижняя Австрия. 
Входит в состав округа Баден. Население составляет 1134 человека (на 31 декабря 2005 года). Занимает площадь 5,48 км². Официальный код — 30635.

## Политическая ситуация
Бургомистр общины — Хелене Шварц по результатам выборов 2005 года.
Совет представителей общины (нем. Gemeinderat) состоит из 19 мест.
- АНП занимает 14 мест.
- СДПА занимает 5 мест.